# Paspalum

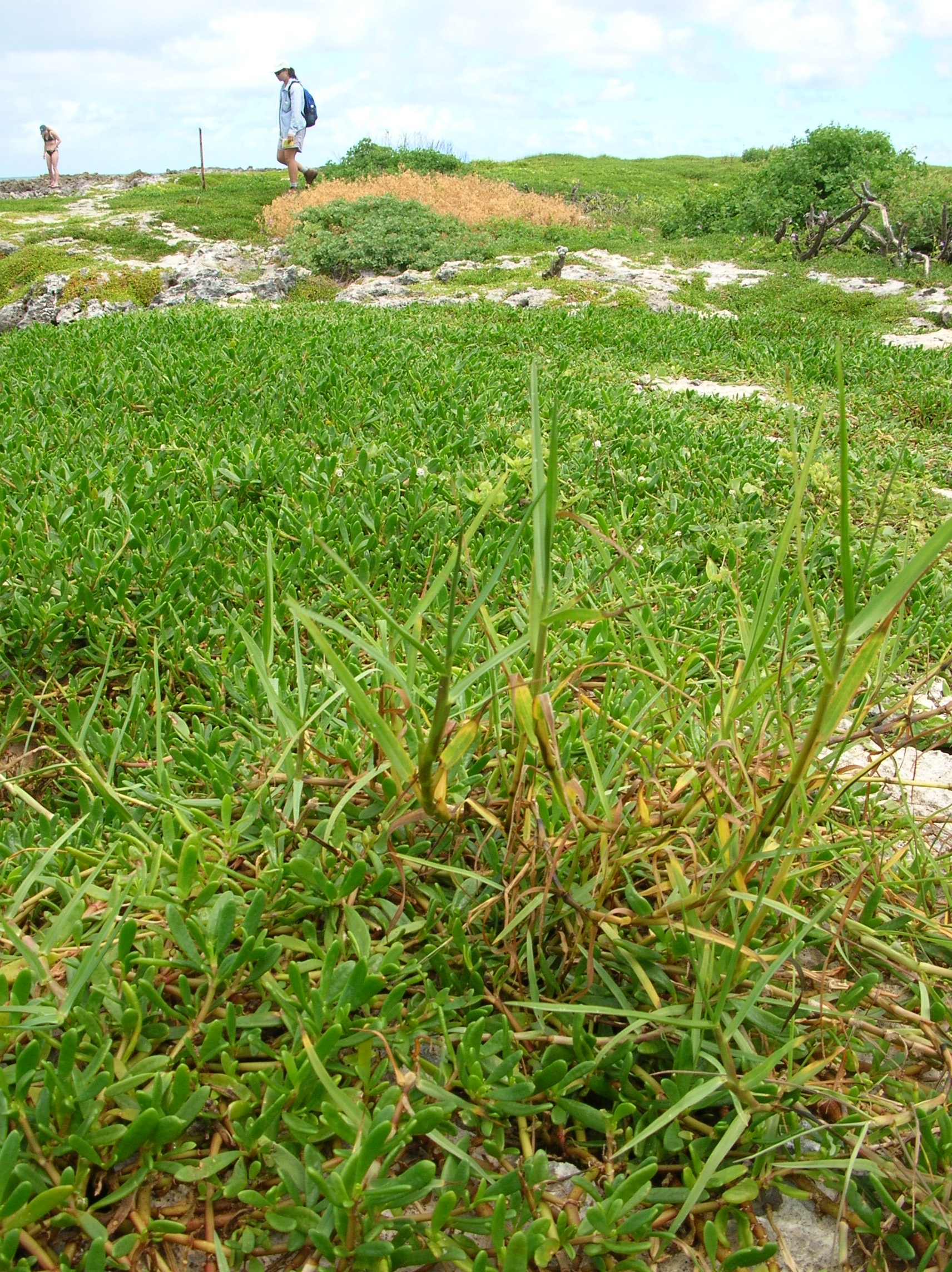
Paspalum vaginatum

Paspalum (synoniem: Thrasya) is een geslacht uit de grassenfamilie (Poaceae). De soorten komen over de hele wereld voor.

## Soorten (selectie)
Onder dit geslacht vallen onder meer de volgende soorten:
- Paspalum azuayense
- Paspalum arundinaceum
- Paspalum bakeri
- Paspalum batianoffii
- Paspalum blodgettii
- Paspalum caespitosum
- Paspalum clavuliferum
- Paspalum conjugatum
- Paspalum convexum
- Paspalum decumbens
- Paspalum densum
- Paspalum dilatatum
- Paspalum dispar
- Paspalum distichum
- Paspalum fasciculatum
- Paspalum fimbriatum
- Paspalum floridanum
- Paspalum fluitans
- Paspalum longifolium
- Paspalum laeve
- Paspalum laxum
- Paspalum longifolium
- Paspalum longum
- Paspalum macrophyllum
- Paspalum maritimum
- Paspalum minus
- Paspalum molle
- Paspalum nicorae
- Paspalum notatum
- Paspalum orbiculare
- Paspalum orbiculatum
- Paspalum paniculatum
- Paspalum paucispicatum
- Paspalum peckii
- Paspalum pleostachyum
- Paspalum plicatulum
- Paspalum pulchellum
- Paspalum pubiflorum
- Paspalum quadrifarium
- Paspalum rugulosum
- Paspalum rupestre
- Paspalum scrobiculatum
- Paspalum setaceum
- Paspalum soboliferum
- Paspalum urvillei
- Paspalum vaginatum
- Paspalum virgatum